# La Roque-Gageac

La Roque-Gageac este o comună în departamentul Dordogne din sud-vestul Franței. În 2009 avea o populație de 416 de locuitori.

## Evoluția populației
| An        | 1975 | 1982 | 1990 | 1999 | 2006 | 2009 |
| --------- | ---- | ---- | ---- | ---- | ---- | ---- |
| Populație | 373  | 404  | 447  | 449  | 420  | 416  |